# Afrixalus equatorialis
Afrixalus equatorialis es una especie de anfibios de la familia Hyperoliidae.
Habita en República Democrática del Congo y posiblemente República del Congo.
Su hábitat natural incluye bosques tropicales o subtropicales secos y a baja altitud, pantanos, marismas de agua dulce y corrientes intermitentes de agua dulce.
Está amenazada de extinción por la pérdida de su hábitat natural.